# オール薬品工業
オール薬品工業株式会社（オールやくひんこうぎょう、All Pharmaceutical Co., Ltd.）は、兵庫県尼崎市園田地区に本社・工場を置く製薬会社である。1956年3月2日創業。

## 会社概要
関西を地盤とする製薬会社の一つ。中でも眠気覚まし用の「新オールP内服液」は同社を代表する製品としてその名を広く知られている。
「新オールP内服液」は関西地域限定ながら、AM1179kHzのMBSラジオやAM1008kHzのABCラジオなどで、昼の時間帯に頻繁にCMが放映されており、タクシードライバーや夜の仕事を専門にしている人々に人気が高い。
2019年1月、大阪市に本社を置く健康食品、サプリメントの製造、加工メーカー・株式会社ファインの子会社となる。「新オールP内服液」などの一部の商品には、ファインが販売元となった。また、同年3月に本社を大阪市中央区平野町から工場が所在する現住所に移転し、本社・工場を同一住所に集約させた。